# گلیز ۴۳۶

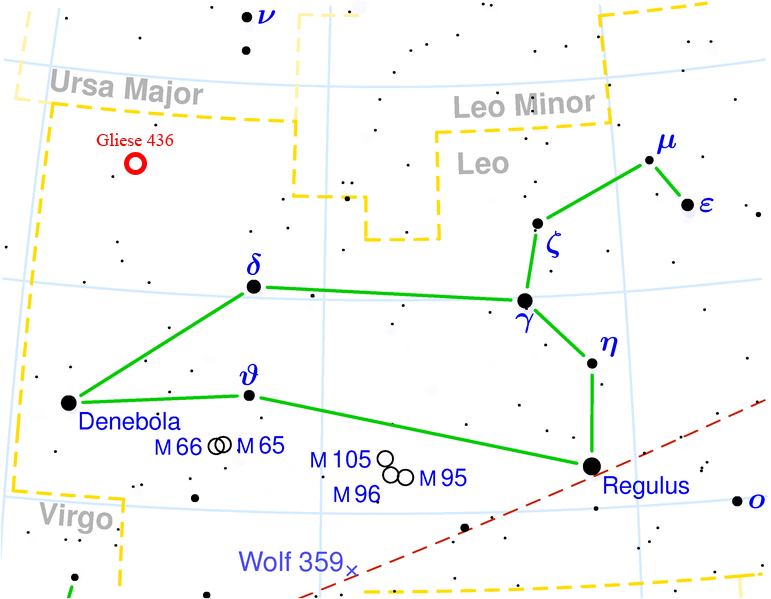
محل‌وموقعیت گلیز ۴۳۶ (دایرهٔ سرخ)

گلیز ۴۳۶ یک ستاره است که در صورت فلکی شیر قرار دارد.